# Teugă
Teugă (sinonim: castel prova) este un termen naval prin care se înțelege o suprastructură de construcție ușoară, în extremitatea prova, deasupra punții superioare și pe toată lățimea navei, prin înălțarea bordajului exterior cu file de bordaj speciale și prin acoperirea cu o punte numită puntea teugii. Ca și castelul central sau duneta, teuga constituie un spațiu închis destinat să mărească rezerva de flotabilitate a navei. Bordajul înălțat apără puntea de inundare pe mare agitată. În spațiul interior se amenajează magazii de materiale, iar pe navele mai vechi există și cabine pentru echipaj. 